# Przedstawienie w sprawie monety narodowej
Przedstawienie w sprawie monety narodowej – projekt Cypriana Kamila Norwida z 1869 w kwestii wybicia monety narodowej upamiętniającej 300-lecie Unii lubelskiej.

## O tekście
Projekt pochodzi z marca 1869 i jest równoczesny z marcową notą poety O polskiej władzy prawowitej, w którym mowa jest o Polakach, jak to ujął Norwid w tym tekście, na których się prawowita władza zatrzymała. Analogiczny projekt medalu dla uczczenia 300. rocznicy Unii lubelskiej znalazł się też w liście poety z 8 marca 1869. Tekst został opublikowany przez Zenona Przesmyckiego w IX tomie Wszystkich pism w 1937. Norwid wzywa w nim przedstawicieli prawowitej władzy, posłów, do ustanowienia monety, o nominale 2 kopijek, upamiętniającej rocznicę zawarcia Unii i jednocześnie przedkłada projekt takiej monety.